# طوطی دم‌پهن
طوطی‌تباران دم‌پهن (نام علمی: Platycercini) نام یک تبار از تیره طوطیان سبز است.